# Eduardo Mingas
Eduardo Mingas (Luanda, Angola, 29 de enero de 1979) es un baloncestista angoleño  que mide 2,01 m y cuya posición en la cancha es la de ala-pívot. Juega en el Recreativo do Libolo.

## Mundiales
Ha participado en cinco Mundiales de baloncesto, posee el récord de participaciones junto con varios jugadores.